# Poa stiriaca
Poa stiriaca — вид квіткових рослин родини злакових (Poaceae). Ареал: Австрія, Словаччина, Греція, Польща, Румунія, Словенія. Росте в сонячних лісах, на крутих схилах.

## Біоморфологічна характеристика
Це багаторічний гемікриптофіт. Пряме стебло до 70 см заввишки. Листові піхви і пластини вкриті короткими волосками. Язичок листа округлий, 1–2 мм завдовжки. Листки безплідних пагонів сизувато-зелені, волосисті, до 50 см завдовжки. Квітки зібрані в подовжені колоски групами по 4–6 штук, які в свою чергу зібрані в розсіяну волоть довжиною 7–11 см. Квітне з червня по серпень. Плід — зернівка. 2n = 14.